# Milan Mazáč
Milan Mazáč (ur. 22 września 1968) – słowacki zapaśnik reprezentujący Słowację oraz Czechosłowację, walczący w stylu wolnym. Olimpijczyk z Atlanty 1996, gdzie zajął piętnaste miejsce w kategorii 100 kg.
Pięciokrotny uczestnik mistrzostw świata; szósty w 1995. Srebrny medalista mistrzostw Europy w 1995, 1996 i 1998. Mistrz Czechosłowacji (kategoria 100 kg) w 1986, 1990, 1991 i 1992 roku.
Turniej w Atlancie 1996:
- Przegrał z Konstantinem Aleksandrowem z Kirgistanu i Dolgorsürengijnem Sumjaabadzarem z Mongolii.